# Erasmus Quellinus I.
Erasmus Quellinus I. oder Erasmus Quellinus der Ältere (* um 1584 in Sint-Truiden, Hochstift Lüttich; † 22. Januar 1640 in Antwerpen) war ein flämischer Bildhauer der Künstlerfamilie Quellinus.

## Leben
Quellinus ist durch seine Aufnahme in die Lukasgilde im Jahr 1606 als Meister in Antwerpen nachgewiesen. Er heiratete Elisabeth (Betje) van Uden, die Schwester des Malers Lucas van Uden. Er war der Vater von 11 Kindern, darunter Erasmus II., Artus I. und Hubertus Quellinus sowie der Onkel von Artus Quellinus II. Zwischen 1610 und 1627 bekleidete er eine Reihe von Ämtern in verschiedenen Gesellschaften der Bürger des Hochstifts Lüttich in Antwerpen.
Er war der Lehrer von Pieter Verbrugghen der Ältere, Melchior Charles, Wallerant Vaillant, Joos Sterck (1607); Rombout Claes (1609), Melchior van der Lanen (1612), Hans Franscoys (1614), Hans Bernaert (oder Beernart) (1615) und Christoffel de la Fontaine (1633–34). Am 7. Januar 1612 erwarb er ein Haus, das niederländisch De gulden Leeuw ‚Der Goldene Löwe‘ genannt wurde. Offiziell wurde er als „Antycksnyder“ bezeichnet.

## Werke
Bekannt wurde er durch seine Skulpturen antiker Motive. Nur wenig hat sich von seinem Werk erhalten. So das Modell eines Altartisches für die Kapelle der Michaels-Bruderschaft in der Hauptkirche von Oudenaarde (1615/16), ein hölzerner Kandelaber in der Liebfrauenkathedrale von Antwerpen (1624/25) und die Kanzel in der Kirche des Elisabeth-Spitals (1635). Die Kanzel ist ein Beispiel des frühen Barocks in Antwerpen und zeigt Erasmus’ Beherrschung der Balance und Symmetrie, auch wenn es an Sinn für Realismus fehlt.
Die Kanzel in der Kirche St. Gummarus in Lier ist ein weiteres seiner bekannten Werke. Erasmus I. war verantwortlich für den ursprünglichen Entwurf für die Kanzel, die nach seinem Tod etwas von seinem Sohn Artus geändert wurde, während Pieter Verbrugghen der Ältere den Entwurf ausführte.
Dokumente zeigen, dass er einzelne Statuen schuf, von denen keine mehr existiert.